# Gabe Ferguson
Gabe Ferguson (* 16. April 1999 in Indianapolis) ist ein ehemaliger US-amerikanischer Snowboarder. Er startete in den  Freestyledisziplinen.

## Werdegang
Ferguson nahm von 2010 bis 2019 an Wettbewerben der Ticket to Ride World Snowboard Tour teil. Dabei erreichte er im März 2012 mit dem zweiten Platz auf der Halfpipe bei den US Junior Open in Stratton Mountain und dem zweiten Platz im März 2013 bei der U.S. Revolution Tour in Sun Valley seine ersten Podestplatzierungen. Bei den Winter-X-Games 2014 in Aspen belegte er den 12. Platz im Halfpipe-Wettbewerb. Im März 2014 wurde er Sechster auf der Halfpipe bei den Burton US Open in Vail. Zu Beginn der Saison 2014/15 debütierte er im Snowboard-Weltcup in Copper Mountain und errang dabei den 26. Platz im Halfpipe-Wettbewerb. Im weiteren Saisonverlauf siegte er bei der U.S. Revolution Tour in Copper Mountain und belegte bei den Winter-X-Games 2015 in Aspen den achten Platz. Im Januar 2016 kam er beim U.S. Snowboarding Grand Prix und FIS-Weltcuprennen in Mammoth auf den dritten Platz im Halfpipe-Wettbewerb. Bei den Winter-X-Games 2016 errang er den fünften Platz und bei den X-Games Oslo 2016 den 19. Platz.